# Saint-Étienne-de-Tulmont
Saint-Étienne-de-Tulmont är en kommun i departementet Tarn-et-Garonne i regionen Occitanien i södra Frankrike. Kommunen ligger i kantonen Nègrepelisse som tillhör arrondissementet Montauban. År 2022 hade Saint-Étienne-de-Tulmont 4 050 invånare.

## Befolkningsutveckling
Antalet invånare i kommunen Saint-Étienne-de-Tulmont
| Referens: INSEE |